# 2. Damenbundesliga 2023 (Football)
Die 2. Damenbundesliga (DBL) 2023 war die 17. Saison der 2. Football-Bundesliga, der zweithöchsten Spielklasse des American Football in Deutschland für Frauen.
Beginn der regulären Saison war am 22. April 2023, als die Spielgemeinschaft der Aachen Vampires und Cologne Ronin gegen die Cologne Falconets spielten. Das letzte Spiel fand am 3. Oktober 2023 statt.

## Modus
In der Saison 2023 treten insgesamt 18 Teams in vier getrennten Gruppen an (je fünf in den Gruppen Nord und West, je vier in der Gruppe Südost und Südwest). Jede dieser Gruppen trägt ein doppeltes Rundenturnier aus, wobei jedes Team einmal das Heimrecht genießt. Nach jeder Partie erhält die siegreiche Mannschaft zwei und die besiegte null Punkte. Bei einem Unentschieden erhält jede Mannschaft einen Punkt. Die Punkte des Gegners werden als Minuspunkte gerechnet. Nach Beendigung des Rundenturniers wird eine Rangliste ermittelt, bei der zunächst die Anzahl der erzielten Punkte entscheidend ist. Bei Punktgleichheit entscheidet der direkte Vergleich.
Die jeweils Erstplatzierten der Gruppen qualifizieren sich für die anschließenden Play-offs. Im dortigen Halbfinale spielen die Gruppen Nord und West sowie die beiden Süd-Gruppen gegeneinander.

## Teams
In der Gruppe Nord nehmen die folgenden Teams am Ligabetrieb teil:
- Braunschweig Lady Lions
- Hamburg Blue Devilyns (Absteiger aus DBL)
- Hannover Grizzlies
- Lilienthal Venom
- Lüneburg Razorbacks Ladies (neu)
- Oldenburg Knights Valkyries (neu)

In der Gruppe West haben die folgenden Teams am Ligabetrieb teilgenommen:
- Bochum Miners
- Cologne Falconets
- Mülheim Shamrocks
- Spielgemeinschaft Aachen Vampires / Cologne Ronin (neu als SG; Ronin zuletzt 2018)
- Spielgemeinschaft Solingen Paladins Ladies / Wuppertal Greyhounds Ladies

In der Gruppe Südwest haben die folgenden Teams am Ligabetrieb teilgenommen:
- Gießen Golden Dragons Ladies (2022 Gruppe Mitte)
- Mannheim Banditaz
- Red Knights Tübingen Ladies
- Schwäbisch Hall Unicorns Ladies (neu)
- SG Mainz Golden Eagles Ladies / Trier Stampers Ladies (neu als SG; MGE 2022 in Gruppe Mitte)

In der Gruppe Südost haben die folgenden Teams am Ligabetrieb teilgenommen:
- Allgäu Comets Ladies
- Herzogenaurach Rhinos Ladies
- Leipzig Hawks Ladies (2022 Gruppe Mitte)
- Regensburg Phoenix Ladies
- Rodgau Pioneers Ladies (neu)

## Saisonverlauf
Im Vergleich zur Vorsaison sind in diesem Jahr insgesamt vier Mannschaften weniger vertreten. Durch die regionale Umverteilung aufgrund von Zu- und Abgängen einiger Teams ist die Liga zudem nur noch in vier statt fünf Gruppen aufgeteilt. Ursprünglich sollten ebenfalls die Lüneburg Razorbacks Ladies in der Gruppe Nord spielen, da diese allerdings nicht genug Spielerinnen finden konnten, zogen sie vor Saisonbeginn ihre Teilnahme zurück. Eine Woche vor Spielbeginn gaben die Herzogenaurach Rhinos Ladies als auch die Mannheim Banditaz bekannt, dass sie sich ebenfalls aus dem Spielbetrieb zurückziehen.
Die reguläre Saison begann am 22. April 2023 und endet am 3. Oktober 2023. Für das Halbfinale qualifizierten sich im Norden die Hannover Grizzlies, die mit einem Punkt den direkten Vergleich gegen die Braunschweig Lady Lions gewannen. Darüber hinaus wurden in der Gruppe Nord drei Spiele seitens der Hamburg Blue Devilyns aufgrund zu hoher Verletzungszahlen im Team abgesagt und entsprechend strafgewertet. In der Gruppe West qualifizierten sich die Cologne Falconets für das Halbfinale, im Südwesten die Schwäbisch Hall Unicorns. Die Unicorns hatten lediglich ein Heimspiel, da die übrigen von ihren Gegnern abgesagt und entsprechend zum Vorteil der Unicorns strafgewertet wurden. Außerdem beendeten sie die reguläre Saison mit einem Spiel weniger, da ihr Rückspiel gegen die Red Knights Tübingen ebenso abgesagt wurde und kein Nachholtermin möglich war. In der Gruppe Süd-Ost gewannen die Allgäu Comets den direkten Vergleich gegen die Regensburg Phoenix und qualifizierten sich damit für das Halbfinale.
Beide Halbfinalspiele fanden am 8. Oktober statt. Zum einen konnten sich die Schwäbisch Hall Unicorns Women mit 35:6 gegen die Allgäu Comets Ladies durchsetzen, zum anderen gewannen die Cologne Falconets mit 30:6 gegen die Hannover Grizzlies Ladies.
Das Finale der DBL2 sollte am 14. oder 15. Oktober stattfinden. Da die Cologne Falconets allerdings ihren Verzicht auf die Finalteilnahme bekanntgaben, wurde dieses ebenso zugunsten der Schwäbisch Hall Unicorns Women gewertet, womit sie in ihrer Debütsaison den Meistertitel der DBL2 gewannen.

### Gruppe Nord
Spiele
| Gruppe Nord                 | BLL   | HBD    | HG    | LV    | OKV     |
| Braunschweig Lady Lions     |       | 20:0 1 | 30:22 | 41:00 | 68:20   |
| Hamburg Blue Devilyns       | 06:50 |        | 00:61 | 00:47 | 00:20 1 |
| Hannover Grizzlies L.       | 21:12 | 20:0 1 |       | 55:20 | 42:00   |
| Lilienthal Venom            | 00:55 | 53:00  | 06:28 |       | 14:60   |
| Oldenburg Knights Valkyries | 06:33 | 14:00  | 08:39 | 08:19 |         |

Tabelle
| Gruppe Nord | Gruppe Nord                 | Gruppe Nord | Gruppe Nord | Gruppe Nord | Gruppe Nord | Gruppe Nord | Gruppe Nord | Gruppe Nord | Gruppe Nord |
| #           | Team                        | Sp          | S           | U           | N           | Punkte      | SQ          | TD          | Diff.       |
| ----------- | --------------------------- | ----------- | ----------- | ----------- | ----------- | ----------- | ----------- | ----------- | ----------- |
| 1.          | Hannover Grizzlies L.       | 8           | 7           | 0           | 1           | 14:20       | 0,875       | 288:760     | +212        |
| 2.          | Braunschweig Lady Lions     | 8           | 7           | 0           | 1           | 14:20       | 0,875       | 309:570     | +252        |
| 3.          | Lilienthal Venom            | 8           | 4           | 0           | 4           | 8:8         | 0,500       | 159:193     | 0−34        |
| 4.          | Oldenburg Knights Valkyries | 8           | 2           | 0           | 6           | 04:12       | 0,250       | 064:215     | −151        |
| 5.          | Hamburg Blue Devilyns       | 8           | 0           | 0           | 8           | 00:16       | 0,000       | 106:285     | −279        |

Erläuterungen: Qualifikation für Play-offs
Tie-Breaker: Hannover gewinnt direkten Vergleich gegen Braunschweig (43:42)

### Gruppe West
Spiele
| Gruppe West           | BM    | CF    | MS    | A/C   | S/W   |
| Bochum Miners         |       | 06:44 | 00:20 | 00:24 | 00:15 |
| Cologne Falconets     | 36:70 |       | 42:80 | 34:21 | 58:60 |
| Mülheim Shamrocks     | 40:00 | 00:32 |       | 24:40 | 38:20 |
| SG Aachen/Cologne R.  | 14:60 | 14:66 | 22:24 |       | 22:29 |
| SG Solingen/Wuppertal | 27:00 | 00:48 | 06:14 | 06:19 |       |

Tabelle
| Gruppe West | Gruppe West           | Gruppe West | Gruppe West | Gruppe West | Gruppe West | Gruppe West | Gruppe West | Gruppe West | Gruppe West |
| #           | Team                  | Sp          | S           | U           | N           | Punkte      | SQ          | TD          | Diff.       |
| ----------- | --------------------- | ----------- | ----------- | ----------- | ----------- | ----------- | ----------- | ----------- | ----------- |
| 1.          | Cologne Falconets     | 8           | 8           | 0           | 0           | 16:01       | 1,000       | 360:621     | +298        |
| 2.          | Mülheim Shamrocks     | 8           | 5           | 0           | 3           | 10:60       | 0,625       | 168:162     | 00+6        |
| 3.          | SG Aachen/Cologne R.  | 8           | 4           | 0           | 4           | 8:8         | 0,500       | 176:189     | 1−13        |
| 4.          | SG Solingen/Wuppertal | 8           | 3           | 0           | 5           | 06:10       | 0,375       | 104:199     | 1−95        |
| 5.          | Bochum Miners         | 8           | 0           | 0           | 8           | 10:16       | 0,000       | 019:220     | −201        |

Erläuterungen: Qualifikation für Play-offs

### Gruppe Süd-West
Spiele
| Gruppe Süd-West             | GGD    | RKT     | SHU   | M/T   |
| Gießen Golden Dragons L.    |        | 12:16   | 00:35 | 20:28 |
| Red Knights Tübingen L.     | 14:20  |         | *     | 00:44 |
| Schwäbisch Hall Unicorns W. | 20:0 1 | 20:0 10 |       | 18:60 |
| SG Mainz/Trier              | 22:12  | 20:12 2 | 08:42 |       |

Tabelle
| Gruppe Süd-West | Gruppe Süd-West             | Gruppe Süd-West | Gruppe Süd-West | Gruppe Süd-West | Gruppe Süd-West | Gruppe Süd-West | Gruppe Süd-West | Gruppe Süd-West | Gruppe Süd-West |
| #               | Team                        | Sp              | S               | U               | N               | Punkte          | SQ              | TD              | Diff.           |
| --------------- | --------------------------- | --------------- | --------------- | --------------- | --------------- | --------------- | --------------- | --------------- | --------------- |
| 1.              | Schwäbisch Hall Unicorns W. | 5               | 5               | 0               | 0               | 10:00           | 1,000           | 135:140         | +121            |
| 2.              | SG Mainz/Trier              | 6               | 4               | 0               | 2               | 8:4             | 0,667           | 128:104         | 0+24            |
| 3.              | Red Knights Tübingen L.     | 5               | 1               | 0               | 4               | 2:8             | 0,200           | 042:116         | 0−74            |
| 4.              | Gießen Golden Dragons L.    | 6               | 1               | 0               | 5               | 02:10           | 0,167           | 064:135         | 0−71            |

Erläuterungen: Qualifikation für Play-offs

### Gruppe Süd-Ost
Spiele
| Gruppe Süd-Ost        | AC    | LH    | Reg   | Rod    |
| Allgäu Comets L.      |       | 22:00 | 50:27 | 56:60  |
| Leipzig Hawks L.      | 07:36 |       | 41:46 | 44:80  |
| Regensburg Phoenix L. | 45:34 | 14:60 |       | 20:0 1 |
| Rodgau Pioneers L.    | 08:62 | 06:76 | 00:62 |        |

Tabelle
| Gruppe Süd-Ost | Gruppe Süd-Ost        | Gruppe Süd-Ost | Gruppe Süd-Ost | Gruppe Süd-Ost | Gruppe Süd-Ost | Gruppe Süd-Ost | Gruppe Süd-Ost | Gruppe Süd-Ost | Gruppe Süd-Ost |
| #              | Team                  | Sp             | S              | U              | N              | Punkte         | SQ             | TD             | Diff.          |
| -------------- | --------------------- | -------------- | -------------- | -------------- | -------------- | -------------- | -------------- | -------------- | -------------- |
| 1.             | Allgäu Comets L.      | 6              | 5              | 0              | 1              | 10:20          | 0,833          | 260:930        | +167           |
| 2.             | Regensburg Phoenix L. | 6              | 5              | 0              | 1              | 10:20          | 0,833          | 214:131        | 0+83           |
| 3.             | Leipzig Hawks L.      | 6              | 2              | 0              | 4              | 2:8            | 0,200          | 174:132        | 0−42           |
| 4.             | Rodgau Pioneers L.    | 6              | 0              | 0              | 6              | 10:12          | 0,000          | 028:320        | −292           |

Erläuterungen: Qualifikation für Play-offs
Tie-Breaker: Allgäu gewinnt direkten Vergleich gegen Regensburg (84:72)

## Play-offs
|  | Halbfinale | Halbfinale                  | Halbfinale |  |  | Finale | Finale                      | Finale |
|  |            |                             |            |  |  |        |                             |        |
|  |            |                             |            |  |  |        |                             |        |
|  | SO1        | Allgäu Comets L.            | 6          |  |  |        |                             |        |
|  | SW1        | Schwäbisch Hall Unicorns W. | 35         |  |  |        |                             |        |
|  |            |                             |            |  |  | SW1    | Schwäbisch Hall Unicorns W. | 20 *   |
|  |            |                             |            |  |  | W1     | Cologne Falconets           | 0      |
|  | W1         | Cologne Falconets           | 30         |  |  |        |                             |        |
|  | N1         | Hannover Grizzlies L.       | 6          |  |  |        |                             |        |
|  |            |                             |            |  |  |        |                             |        |

* Wertung wegen Absage seitens Cologne Falconets

### Halbfinale
|                              |                        | {{{Spiel}}}      |        |                             |  |                           |
| Kempten 8. Oktober 14:00 Uhr |                        | Allgäu Comets L. | 6 : 35 | Schwäbisch Hall Unicorns W. |  | Sportanlage Bachtelweiher |
| Kempten 8. Oktober 14:00 Uhr | (6:14, 0:21, 0:0, 0:0) | Allgäu Comets L. |        | Schwäbisch Hall Unicorns W. |  | Sportanlage Bachtelweiher |

|                           |                       | {{{Spiel}}}       |        |                       |  |              |
| Köln 8. Oktober 15:00 Uhr |                       | Cologne Falconets | 30 : 6 | Hannover Grizzlies L. |  | Ostkampfbahn |
| Köln 8. Oktober 15:00 Uhr | (8:0, 8:6, 0:0, 14:0) | Cologne Falconets |        | Hannover Grizzlies L. |  | Ostkampfbahn |

### Finale
|                 |                | {{{Spiel}}}                 |       |                   |  |  |
| 14./15. Oktober |                | Schwäbisch Hall Unicorns W. | – : – | Cologne Falconets |  |  |
| 14./15. Oktober | 20:0 (Wertung) | Schwäbisch Hall Unicorns W. |       | Cologne Falconets |  |  |